# Puerto de la Bahía de Bayur
El Puerto de la Bahía de Bayur (en indonesio: Pelabuhan Teluk Bayur) anteriormente conocida como Emma Haven o Emmahaven es un puerto situado en la bahía de Bayur de la ciudad de Padang, Sumatra Occidental, Indonesia. El puerto, el más grande y de mayor actividad en la costa occidental de Sumatra, es operado por la empresa estatal PT (Persero) Pelabuhan Indonesia II (Corporación Portuaria de Indonesia II). Construido en 1888 por el gobierno colonial de los Países Bajos, el 29 de abril de 2013 un nuevo terminal de contenedores se abrió oficialmente por el gobernador de Sumatra Occidental y puede servir a más de 4.000 contenedores en los 46.886 metros cuadrados de superficie que posee.